# Heliopora coerulea
Famille
Genre
Espèce
Statut de conservation UICN

 VU A4cde : Vulnérable
  
Statut CITES
Heliopora coerulea est une espèce de coraux octocoralliaires, communément appelée corail bleu. C'est l'unique espèce de la famille des Helioporidae et du genre Heliopora.

## Description
L'exosquelette calcaire de H. coerulea se développe en branches verticales ; les spécimens vivant dans des eaux calmes sont plus fins que ceux vivant dans des eaux agitées.  Le corail adopte une teinte bleue quand il est propre mais l'épithélium lui donne une teinte brune. Les polypes sont petits et munis de 8 bras ; ils semblent légèrement poilus.
L'absence de corallites, l'allure de certaines colonies et les crêtes claires les font souvent confondre avec les coraux de feu (genre Millepora). 
Le « corail bleu » n'est en réalité pas apparenté aux coraux véritables, avec lesquels il cohabite : il est plutôt apparenté aux gorgones et coraux mous, mais a superficiellement rejoint les coraux par convergence évolutive. Il s'agit de la seule espèce connue de la sous-classe Octocorallia à produire un squelette aussi imposant.

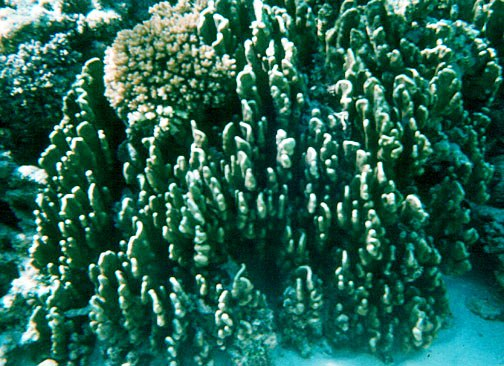
Colonie vivante dans son environnement naturel.
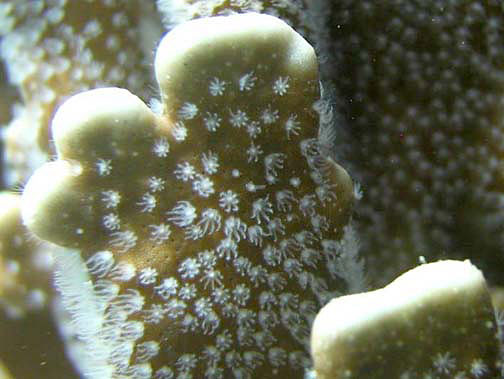
Gros-plan sur les polypes (et les 8 tentacules).
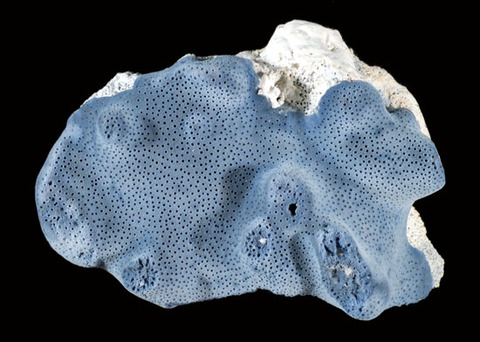
Squelette préservé, montrant la coloration typique.
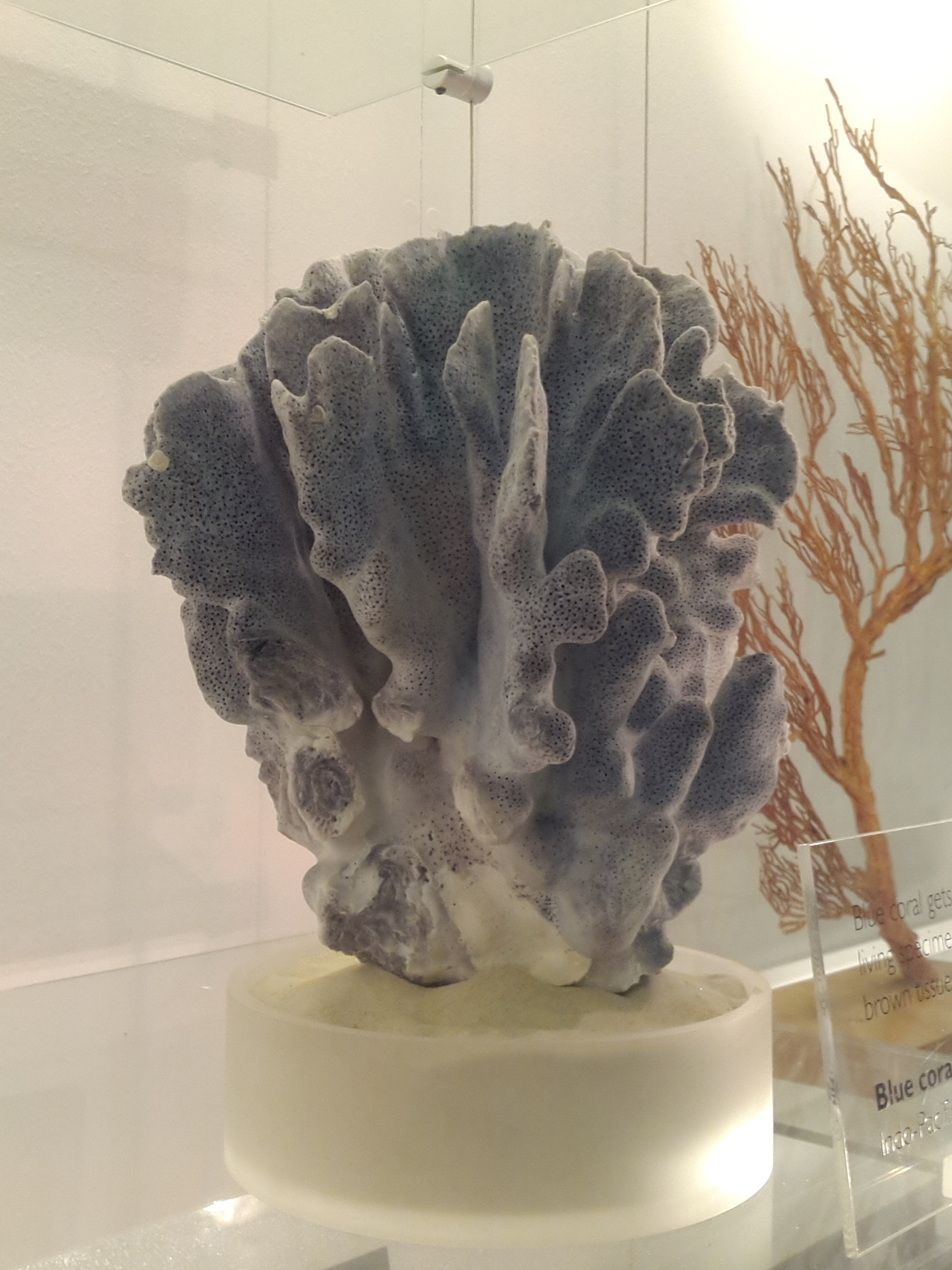
idem
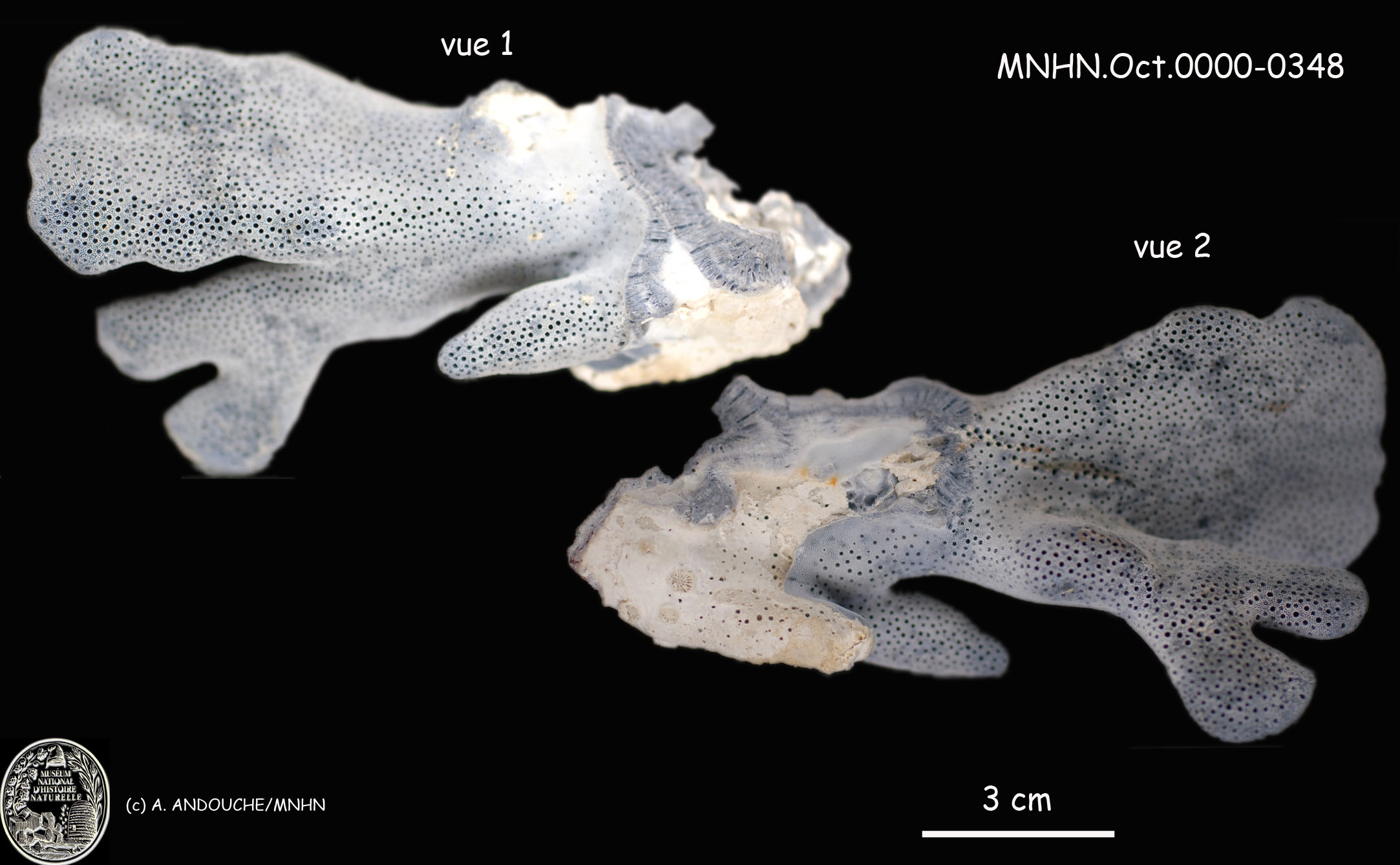
Gros-plan.

## Répartition et habitat
L'espèce est présente dans une vaste partie de l'Indo-Pacifique. Elle est répertoriée de la mer Rouge jusqu'au sud de l'Afrique, et du Japon jusqu'à la Polynésie et auxSamoa. Le plus grand récif de H. coerulea connu à ce jour est situé au large de l'île Ishigaki, au sud-ouest du Japon. Le corail s'organise en récifs d'une taille généralement inférieure à 2 m. Son habitat principal est compris dans la zone intertidale.

## Statut de conservation
La couleur bleue que peut prendre le corail est attrait pour la bijouterie et l'aquariophilie. Cependant, le réchauffement climatique entraîne un blanchissement des coraux qui deviennent plus sensibles aux maladies. L'acidification des océans est une autre menace qui pèse sur l'espèce. En possession de ces données et puisque la population générale est en déclin, l'Union internationale pour la conservation de la nature (UICN) place H. coerulea dans la catégorie des espèces « Vulnérables ».